# 1645 en France
Chronologie de la France
- 1641
- 1642
- 1643
- 1644
- 1645
- 1646
- 1647
- 1648
- 1649

Cette page concerne l’année 1645 du calendrier grégorien.
- Année chaude. Vendanges précoces et de qualité. Le curé Macheret en Bourgogne décrit un « vin furieux » à haut niveau d’alcool. Forte récolte de froment en Bretagne[1].

## Événements
- 8 mars : par ordonnance royale, toutes les frappes monétaires françaises seront désormais effectuées à la machine[2].
- 24 mars : le président Gayant en tête, les jeunes conseillers du Parlement se réunissent dans la chambre Saint-Louis. Une réunion de la Grand Chambre est décidée pour le 27 mars. La délégation se rend d’abord auprès de la reine et elle est sévèrement blâmée. La reine au président Gayant : « Taisez-vous, je vous connais vieux fou ! ». Barillon est arrêté et conduit à Pignerol où il mourra dans l’année. La même année, 1645, meurt Gayant expédié à Montargis et deux autres conseillers sont simplement exilés. Le conseiller qui servit de greffier, à la chambre de Saint-Louis Leconte-Montauglan (il sera exilé à Château-Gontier). Un autre conseiller qui se fit remarquer, Queslin, exilé à Issoudun[3].
- 28 mars : le Parlement se rend en corps auprès de la reine. Elle refuse de les recevoir. Elle est indisposée. La reine gagne du temps pour attendre le retour de Mazarin qu’elle a fait quérir. Elle ne sait quelle conduite tenir : temporisation ou fermeté. Mazarin conseille la fermeté. La reine reçoit donc les parlementaires mais refuse de rapporter les sanctions qui touchent leurs collègues. Quelque temps après, Gayant et les deux conseillers sont rappelés. Seul Barillon reste à Pignerol[4] (cette rigueur parce qu’il fut de la cabale des Importants (voir 1643).

- 26 mai : lors de l’Assemblée du clergé qui s’ouvre à Paris, Gondi prononce un discours blessant pour la mémoire de Louis XIII et de Richelieu. Anne d’Autriche et Mazarin le rabrouent vertement[5].
- 30 mai : émeute des harengères des Halles à propos de Merlin. Elles veulent défendre le neveu de leur curé Étienne Tonnelier (qui avait fermé les yeux de Richelieu) contre un certain Poncet protégé de Séguier[6]. Les harengères disent à la reine : « Bon Diou, tout le monde sait, à la Grand’Chambre, ils l’ont dit aussi, que le Poncet c’était l’adultère [pour indultaire] de la chancelière »[7].

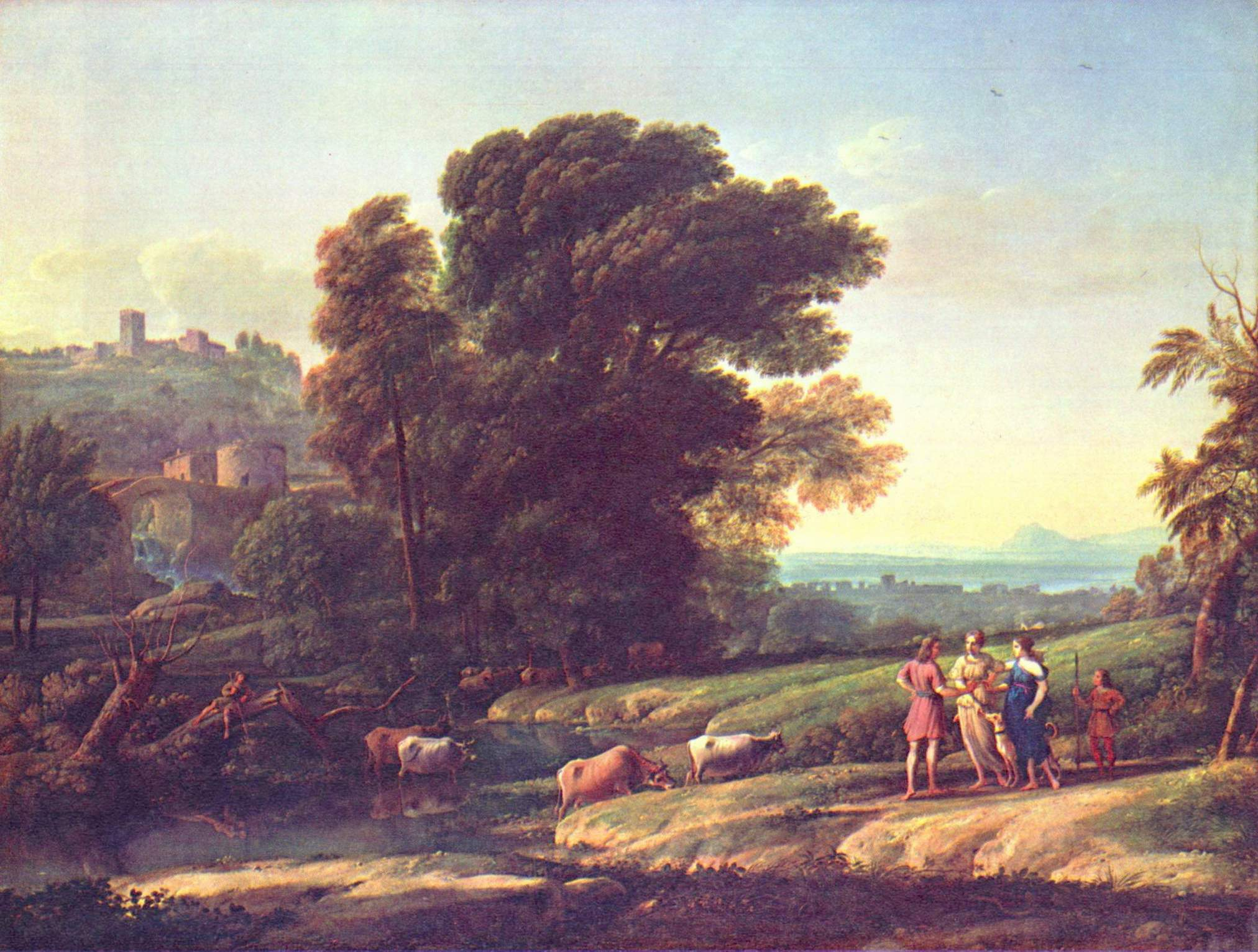
Paysage avec Céphale et Procris réunis par Diane, Claude Lorrain, 1644

- 23 juin : début du siège de Candie[8] : « En ce temps-là les Turcs, pour se venger de la prise de l’un de leurs principaux navires par les galères des chevaliers de Malte, arrivée le 28 septembre 1644 ; déclarèrent la guerre au Grand-Maître et firent des armements formidables pour la soutenir ; mais au lieu d’attaquer Malte, ils se jetèrent sur l’île de Candie et commencèrent ce siège qui émut toute l’Europe. » (Argenson)
- 29 juin-2 juillet : insurrection populaire contre les impôts à Montpellier[9]. Des femmes dirigées par Élisabeth Bouissonade, surnommée la Branlaïre, s’en prennent aux fermiers généraux venus lever une taxe exceptionnelle pour l’avènement du roi. Les traitants sont expulsés de la ville par le maréchal de Schomberg, gouverneur du Languedoc[10]

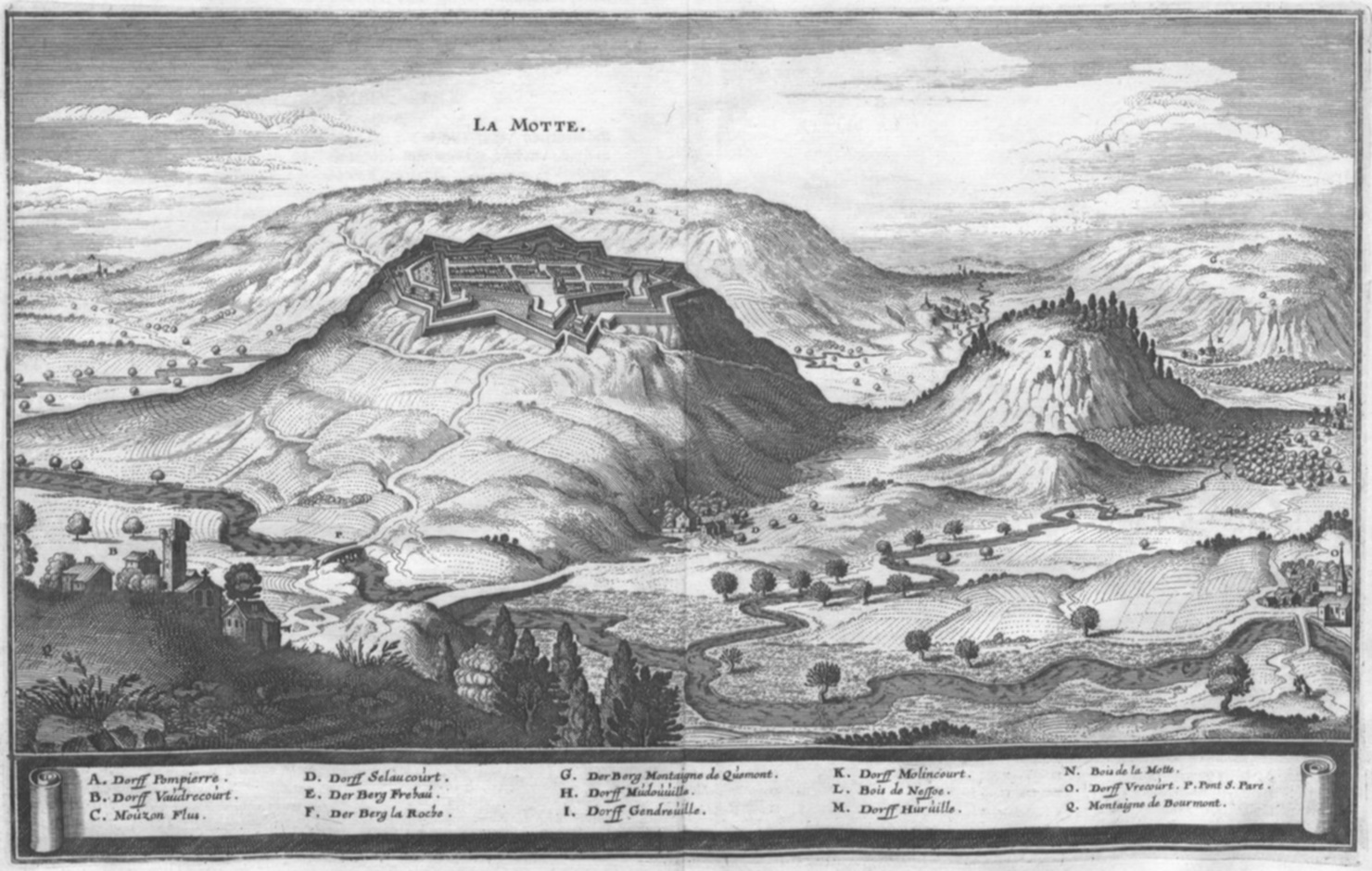
7 juillet : capitulation de La Mothe-en-Bassigny.

- 7 juillet : capitulation de la citadelle de La Mothe-en-Bassigny (commune d’Outremécourt, en Lorraine) ; trois jours plus tard, Mazarin ordonne la destruction de la ville et des fortifications[11].
- 27 juillet : Claude de Rebé, porte-parole de l’assemblée du clergé réclame plus de sévérité envers les protestants, et l’abrogation de la déclaration du roi du 8 juillet 1643[12]. L’assemblée du clergé est notamment chargée de voter le don gratuit au roi. Ce qui donne du poids à ses réclamations.

- 3 août : victoire des troupes combinées de Suède, Hesse-Cassel et France (Turenne, le duc d’Enghien) à la bataille d’Alerheim, en Saxe sur le général bavarois Mercy qui est tué au combat. Le duc d’Enghien en sort malade, il délire pendant de longs jours et est ramené à Chantilly : on craint pour sa vie et sa raison. Le marquis de Pisani (Léon d’Angennes, fils unique de la marquise de Rambouillet) est tué[13], La Châtre, celui de la cabale des Importants, blessé à la tête et fait prisonnier, meurt des suites de ses blessures le 5 septembre[14]. 4 000 hommes perdus, morts ou blessés.
- 26 août : Louis Henri de Pardaillan de Gondrin[15], coadjuteur de Sens fait son rapport devant l’assemblée du clergé sur la condamnation de René de Rieux évêque de Léon pour son soutien accordé jadis à la sédition de Montmorency en Languedoc[16].

- 2 septembre : le duc d’Enghien tombe malade devant Heilbronn. On le transporte à Philipsbourg[17].
- 7 septembre[3] : lit de justice[18] par lequel le Parlement enregistre bon gré mal gré divers édits d’alourdissement fiscal : les édits bursaux portent sur la création de nouveaux offices et des droits à percevoir sur les métiers. C’est le second lit de justice de la régence. Le Parlement se soumet. On renonce néanmoins au toisé et à la taxe des Aisés.
- 27 septembre : l’ambassadeur de Pologne quitte Fontainebleau avec l’accord de la cour de France pour le mariage de Marie de Gonzague avec son roi[19].
- 5 novembre : Louise-Marie de Gonzague, fille du duc de Nevers, épouse par procuration le roi de Pologne Ladislas IV dans la chapelle du Palais-Royal[20]. Gondi entre en conflit avec la cour en refusant à l’évêque polonais de Varmie l’autorisation de célébrer à Notre-Dame le mariage[21].
- 27 novembre : départ de Louise-Marie de Gonzague pour la Pologne[20].

- 14 décembre : premier opéra (précurseur de l’opéra-ballet) représenté en France, au Petit-Bourbon : La finta pazza, à l’initiative de Mazarin qui fait venir les acteurs italiens à la cour de la régente Anne d’Autriche[22].